# Крутін Віктор Вікторович
Крутін Віктор Вікторович  (1951–1999) — радянський і український кінооператор-постановник. Заслужений діяч мистецтв України (1994).

## Біографія
Народився 5 квітня 1951 р. у с. Чорнобаївка Херсонської обл. в родині селянина. Закінчив операторський факультет Київського державного інституту театрального мистецтва ім. І. Карпенка-Карого (1973).
З 1968 р. — оператор Одеської кіностудії художніх фільмів.
Був членом Національної спілки кінематографістів України.
Помер 10 січня 1999 р. в Одесі.

### Родина
- Дружина — актриса Ельвіра Хомюк;
  - Син — кінорежисер, актор Сергій Крутін.

## Фільмографія
Операторські кінороботи:
- «Любі мої» (1975, у співавт. з Г. Карюком. Приз за операторську роботу Республіканського фестивалю «Молодість», Київ, 1975)
- «Ми разом, мамо» (1976, т/ф)
- «Подарунок долі» (1977)
- «Забудьте слово „смерть“» (1979)
- «Вторгнення» (1980)
- «Пригоди Тома Сойєра і Гекльберрі Фінна» (1981)
- «Зелений фургон» (1983, т/ф, 2 с)
- «Тепло рідного дому» (1983, т/ф)
- «Берег його життя» (міні-серіал, 1984)
- «Скарга» (1986)
- «Данило — князь Галицький» (1987)
- «Світла особистість» (1989)
- «Фанат» (1989)
- «Рогоносець» (1990)
- «І чорт з нами» (1991)
- «Дитина до листопада» (1992)
- «Секретний ешелон» (1993, у співавт. з М. Івасівим)
- «Дике кохання» (1993)
- «Партитура на могильному камені» (1995)
- «Принцеса на бобах» (1997) та ін.